# Boana wavrini
Boana wavrini é uma espécie de anfíbio da família Hylidae. Pode ser encontrada no Brasil, Colômbia e Venezuela.